# Patterson Heights
Patterson Heights  è una borough degli Stati Uniti d'America, nella contea di Beaver nello Stato della Pennsylvania. Secondo il censimento del 2000 la popolazione è di 670 abitanti.

## Società

### Evoluzione demografica
La composizione etnica vede una prevalenza della razza bianca (96,57%) seguita da quella asiatica (0,45%)
| borough di Patterson Heights Popolazione |     |
| 2000                                     | 670 |
| Stima al 2009                            | 609 |